# Len Allchurch
Leonard Allchurch, detto Len (Swansea, 12 settembre 1933 – Swansea, 16 novembre 2016), è stato un calciatore gallese, di ruolo centrocampista.

## Palmarès

### Club

#### Competizioni nazionali
- Fourth Division: 1

Stockport County: 1966-1967